# Aleksander Gajdek
Aleksander Henryk Gajdek (ur. 2 marca 1933 w Rzeszowie, zm. 24 lutego 2019 tamże) – polski ślusarz i polityk, poseł na Sejm PRL VI i VII kadencji.

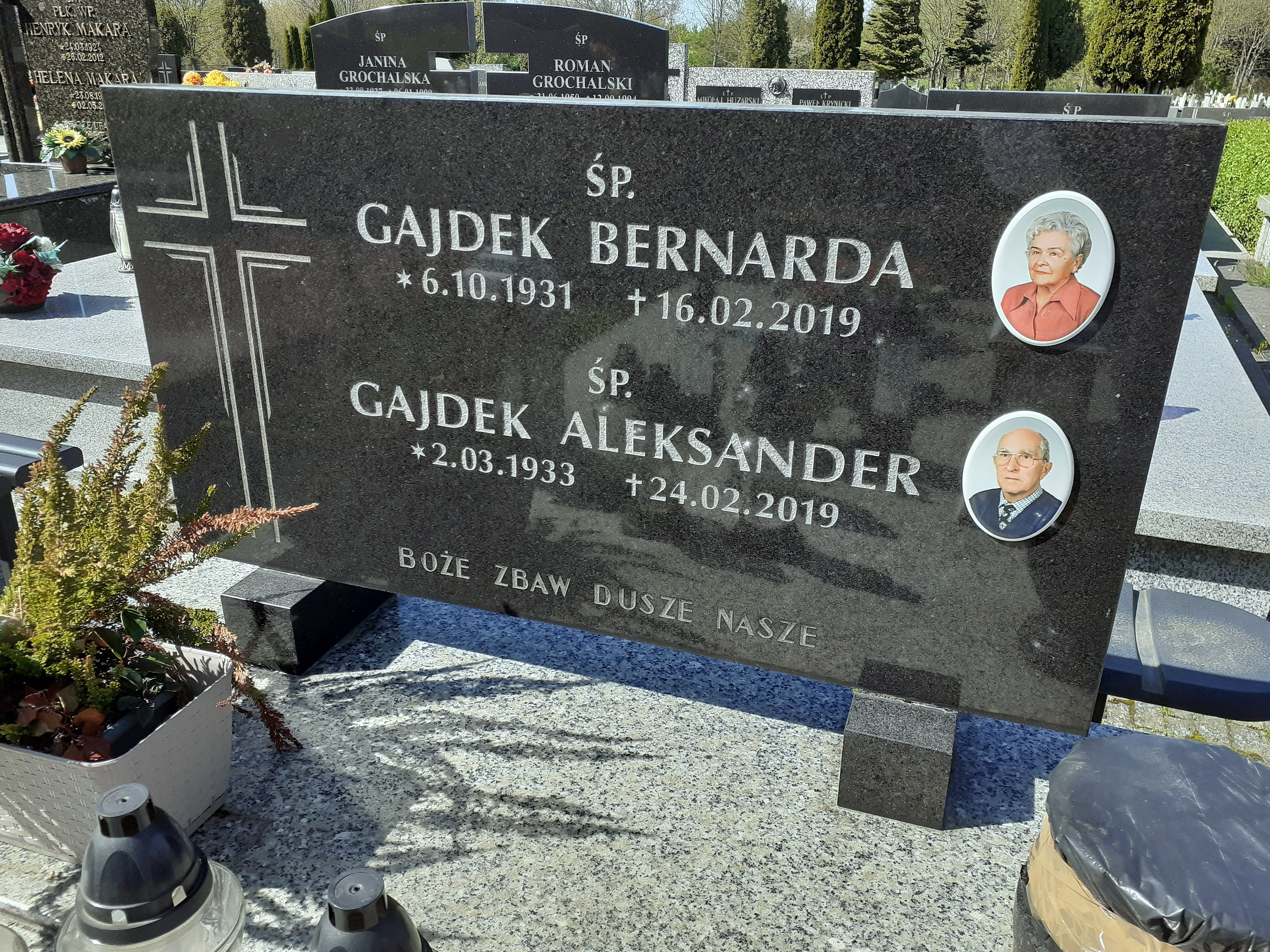
Grobowiec Aleksandra i Bernardy Gajdków

## Życiorys
Syn Stanisława i Marii. Od 1947 do 1948 należał do Związku Walki Młodych, a następnie był działaczem Powszechnej Organizacji „Służba Polsce”. Uzyskał wykształcenie zasadnicze zawodowe. W 1952 podjął pracę jako elektryk, a następnie jako ślusarz w Wytwórni Sprzętu Komunikacyjnego „Delta” w Rzeszowie. W 1955 został członkiem Polskiej Zjednoczonej Partii Robotniczej. W 1967 wszedł w skład Wojewódzkiej Komisji Kontroli Partyjnej, a w latach 1971–1975 zasiadał w Centralnej Komisji Kontroli Partyjnej. Był delegatem na VI i VII Zjazd PZPR. W grudniu 1974 został członkiem plenum i egzekutywy Komitetu Zakładowego partii w Wytwórni Sprzętu Komunikacyjnego „PZL-Rzeszów”, a w lutym 1975 zasiadł w analogicznych organach Komitetu Wojewódzkiego PZPR w Rzeszowie. W 1972 i 1976 uzyskiwał mandat posła na Sejm PRL w okręgu Rzeszów. Przez dwie kadencje zasiadał w Komisji Obrony Narodowej. Ponadto w trakcie VI kadencji zasiadał w Komisji Przemysłu Ciężkiego i Maszynowego, a w trakcie VII w Komisji Przemysłu Ciężkiego, Maszynowego i Hutnictwa.
Pochowany wraz z Bernardą Gajdek (1931–2019) na cmentarzu Wilkowyja w Rzeszowie.

## Odznaczenia
- Medal 30-lecia Polski Ludowej
- Odznaka „Zasłużony dla Województwa Rzeszowskiego”